# Michael Hoecht
Michael Hoecht (Oakville, 5 ottobre 1997) è un giocatore di football americano canadese che milita nel ruolo di defensive end per i Buffalo Bills della National Football League (NFL).

## Carriera

### Los Angeles Rams
Hoecht firmò con i Los Angeles Rams dopo non essere stato scelto nel Draft NFL 2020. Fu anche selezionato dagli Ottawa Redblacks nel secondo giro del Draft CFL 2020. Fu svincolato il 4 settembre 2020 e il giorno successivo rifirmò per la squadra di allenamento. Il 18 gennaio 2021 firmò un nuovo contratto con i Rams. Alla fine del training camp 2021 riuscì ad entrare nei 53 uomini del roster per l'inizio della stagione regolare. Hoecht finì con il disputare tutte le 17 partite della stagione regolare, mettendo a segno 5 tackle. Disputò anche tutte e 4 le partite di playoff dei Rams, incluso il Super Bowl LVI, vinto contro i Cincinnati Bengals per 23-20.

### Buffalo Bills
Il 14 marzo 2025, Hoecht firmò un contratto triennale da 21 milioni di dollari con i Buffalo Bills. Tuttavia, dopo la firma con i Bills, Hoecht è stato sospeso per le prime sei partite della stagione 2025 per aver violato la politica della NFL sull'uso di sostanze dopanti (PED).

## Palmarès
- Super Bowl : 1

Los Angeles Rams: LVI
- National Football Conference Championship: 1

Los Angeles Rams: 2021